# Duits-Pools niet-aanvalsverdrag
Het Duits-Poolse niet-aanvalsverdrag (Duits: Deutsch-polnischer Nichtangriffspakt; Pools: Polsko-niemiecki pakt o nieagresji) werd gesloten op 26 januari 1934 met als doel het gebruik van geweld als oplossing voor grens- en economische conflicten tussen Nazi-Duitsland en de Tweede Poolse Republiek gedurende tien jaar te verbieden.
Het verdrag werd ondertekend door Józef Lipski als Poolse ambassadeur in Berlijn en minister van Buitenlandse Zaken Konstantin von Neurath. Als gevolg van het verdrag slaagde Polen erin vijf jaar lang vriendschappelijke relaties met het buurland te onderhouden, terwijl het tevens goeder relaties bleef houden met Frankrijk (de belangrijkste Poolse bondgenoot tijdens het interbellum) en het Verenigd Koninkrijk.
Het verdrag werd op 28 april 1939 eenzijdig opgezegd door Adolf Hitler, nadat de Poolse regering weigerde om de voorgestelde annexatie door Duitsland van de Poolse Corridor te aanvaarden. Het verdrag werd formeel opgeheven, toen Duitsland op 1 september 1939 Polen binnenviel. Dit wordt algemeen gezien als het begin van de Tweede Wereldoorlog.

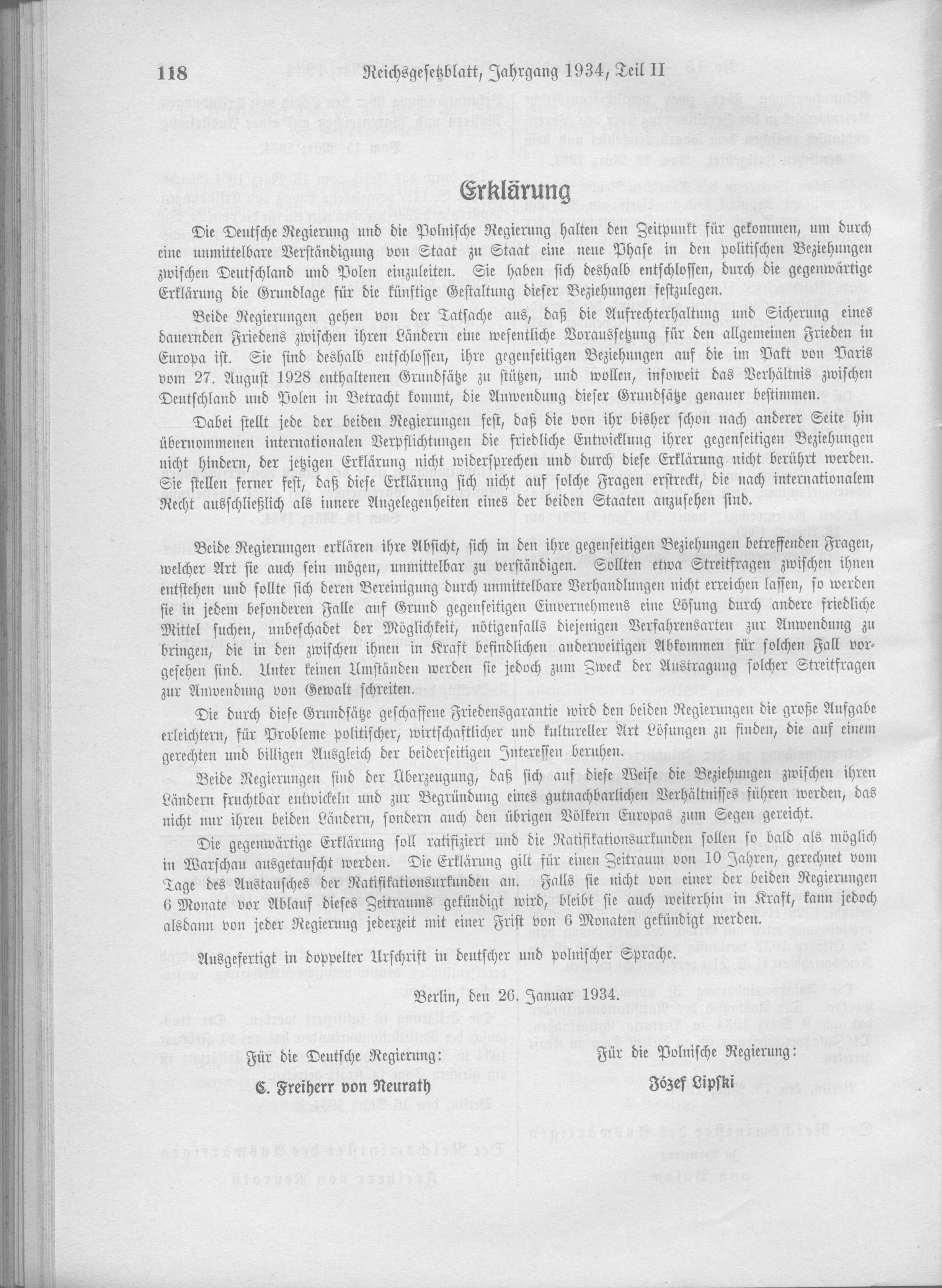
Duitse tekst
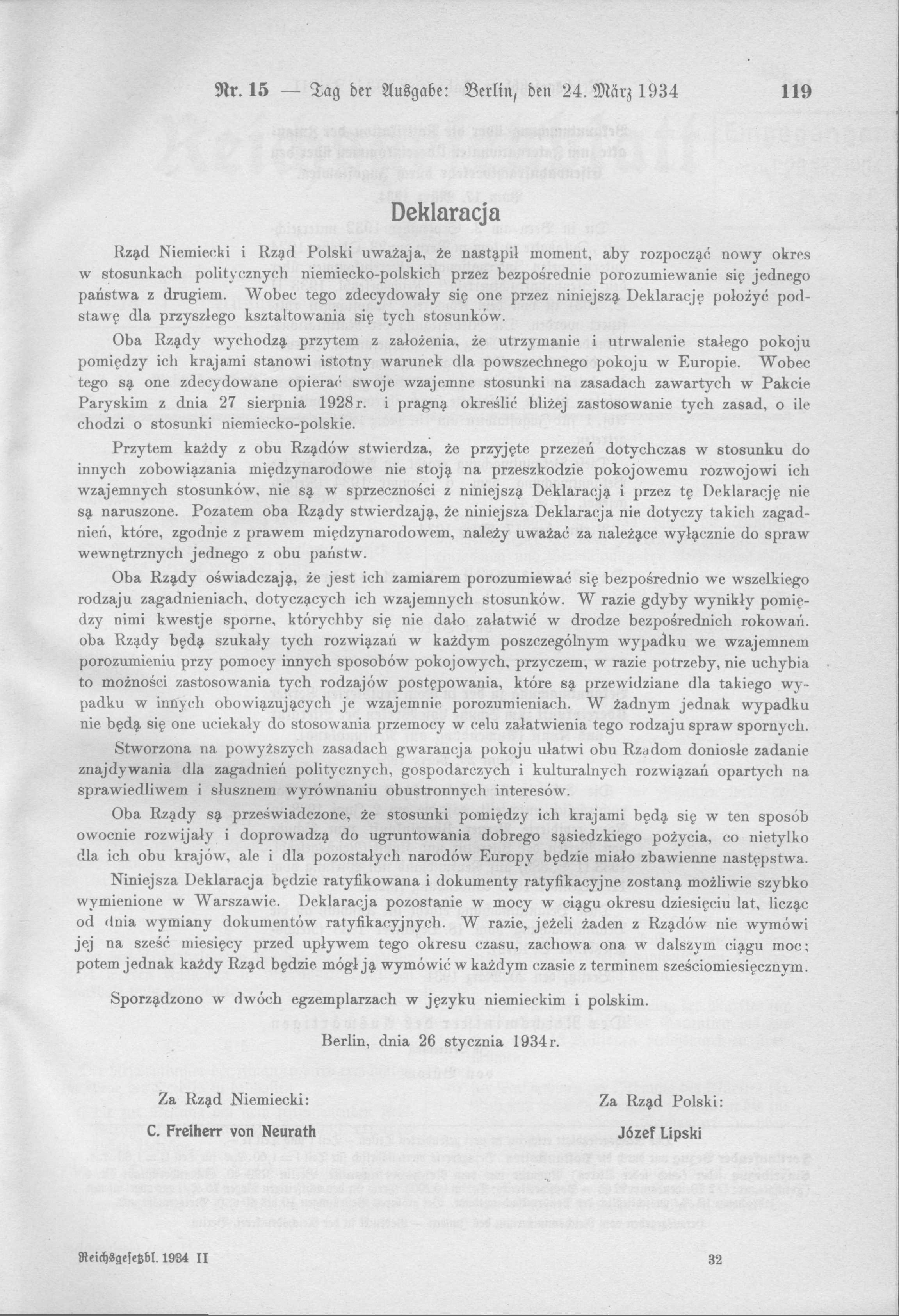
Poolse tekst